# Bosque de la Bañizuela
El bosque de la Bañizuela es un enclave y monumento natural situado en el término municipal de Torredelcampo en la provincia de Jaén, Andalucía, España. Se localiza en el cerro Miguelico.

## Descripción
Este paraje natural destaca por la antigüedad de muchos de sus ejemplares de árboles y arbustos, entre los que destacan los quejigos, coscojas, durillo, jazmín amarillo, clemátides y madreselvas. En este sentido, en la zona se sitúa un cortijo que da nombre al bosque y en el que se encuentra un ejemplar de árbol catalogado como «singular», el denominado Arrayán de La Bañizuela, con una notable consideración botánica. Otro de los elementos de gran importancia del lugar e indispensables para la declaración de Monumento natural es su suelo compuesto de calizas, dolomías y margocalizas pertenecientes al Jurásico. 
Acoge, en sus poco más de dos hectáreas, una completa representación del ecosistema forestal mediterráneo esclerófilo de encinas y alcornoques.

## Declaración
La Junta de Andalucía catalogó de Monumento Natural al Bosque de La Bañizuela, el 23 de febrero de 2010. Para su declaración, la Consejería de Medio Ambiente contó con el apoyo del Ayuntamiento de Torredelcampo, el cual en su planeamiento urbanístico calificó los terrenos como “no urbanizable de especial protección”, para proteger este espacio natural de especial singularidad biológica y valoración social.
La Bañizuela posee muchos de los requisitos que se tienen en cuenta para su declaración como monumento natural, como es el ser reconocido por los ciudadanos del municipio y alrededores, ya que en las inmediaciones del paraje se celebran diferentes actos religiosos y populares. El reconocimiento se basa en los valores que tiene el espacio, una comunidad vegetal singular con casi 30 especies de árboles, arbustos y setas.
Esto permitirá la realización de actuaciones conjuntas de mejora ambiental, como la limitación de accesos a determinadas áreas y el establecimiento de un perímetro de 10 metros de anchura para favorecer la regeneración natural; la instalación de infraestructuras de uso público en la zona como aparcamientos para quienes visitan el bosque e itinerarios interpretativos de tipo didáctico conectando las pequeñas veredas existentes en su interior.